# Ульріх (герцог Вюртембергу)
Ульріх I (нім. Ulrich von Württemberg; 8 лютого 1487 — 6 листопада 1550) — 3-й герцог Вюртембергу в 1498-1519 і 1534-1550 роках. Запровадив Реформацію в герцогстві.

## Життєпис

### Молоді роки
Походив з Вюртемберзького дому. Син Генріха, графа Монбеляру, та Єлизавети Цвайбрюкен-Бітш. Народився 1487 року в Рикевірі. При народженні отримав ім'я Айтель-Генріх. Через декілька днів після пологів помирає його мати. 1490 року батько з'їхав з глузду, його відправили до графства Урах. Виховувався під опікою стрийка Ебергарда I, герцога Вюртембергу. Після смерті останнього опинився під опікою іншого стрийка Ебергарда II, який замало піклувався про Айтеля-Генріха, що невдовзі змінив ім'я на Ульріха. Тому той зростав відлюдкуватим і недовірливим, полюбляв лише мисливських собак. Лише мав великий хист до музики —чудово грав на інструментах та співав.

### Перше панування
У 1498 році під впливом імператора Максиміліана I Габсбурга герцога Ебергарда II було повалено, а новим володарем Вюртембергу оголошено Ульріха. Його опікуном було призначено ербмаршала Конрада Тумб фон Нойбурга. Невдовзі відбулися заручини з представницею династії Баварських Віттельсбахів. Того ж року після смерті батька успадкував графство Монбеляр. 1499 року брав участь у поході імператора проти швейцарців.
У 1503 року оголошений повнолітнім. 1504 року долучився на боці свого тестя у війну за Ландсгутську спадщину з курфюрстом Пфальц. 1505 року після перемоги отримав невеличкі володіння від Баварії-Ландсгут. 1508 року супроводжував імператора в подорожі до Риму. 1511 року нарешті відбулося весілля з Сабіною Баварською. Після 13 років заручин на вимогу Максиміліана I 2 березня 1511 р. Шлюб із Сабіною Баварською відбувся з на той час ледь уявної помпою. Святкування тривало 14 днів, було запрошено понад 7000 гостей. Навколо Штутгартського замку громадян годували безкоштовно. Але шлюб не був щасливим, оскільки герцог Ульріх I більше цікавився своєю коханкою Урсулою Тумб фон Нойбург.
Втім марнотратний спосіб життя герцога призвів до того, що у 1514 році дефіцит бюджету становив 70 % доходів. В тому ж році, готуючи до війни проти Франції на боці імператора впровадив надзвичайні податки, зокрема впровадив податки в Штутгарті та Тюбінгені на м'ясо, вино та крупи. Це спровокувало селянські та міські повстання, внаслідок чого Ульріх вимушений був укласти під час ландтагу в Тюбінгені, за яким стани герцогства брали на себе погашення боргів, але Ульріх I зобов'язався не підвищувати податків без дозволу ландтагу та самостійно оголошувати війну. Наслідком цього став вихід Вюртембергу зі Швабського союзу і конфлікт з імператором Максиміліаном I.
1515 року герцог вбив на полюванні свого друга шталмейстера Ганс фон Гуттена, якого підозрював в інтимному зв'язку зі своєю дружиною та ревнував до власної коханки Урсули Тумб фон Нойбург. Останню побив та зламав руку. Це спровокувало заворушення шляхти на чолі із Ульріхом фон Гуттеном. Водночас сварка з дружиною призвела до того, що та втекла до Мюнхена, що спричинило розрив з Баварським герцогством. За наказом імператора Максиміліана I в Аугсбурзі зібралася судова комісія. 1516 року вона викликала до себе Ульріха I, але той відмовився прибути. У відповідь комісія присудила Ульріху скласти владу на шість років та залишити герцогство. Він знову відмовився. Імператор оголосив його заколотником й наклав імперську опалу. Але Ульріх I наказав арештувати імперських приставів, яких після тортур було страчено 1517 року. За це Максиміліан I оголосив Ульріха I позбавленим влади.
Тільки смерть імператора завадила виконанню судового рішення. 1519 року Ульріх I напав на імператорське місто Ройтлінген. У відповідь Швабська ліга виступила проти герцога, якого було повалено військом на чолі із Вільгельм IV Віттельсбахом, герцогом Баварії.

### Вигнання
Ульріх втік до Пфальцу, звідки декілька разів пробував повернутися, але марно. Вюртембергом став керувати Швабський союз. 1521 року герцогство було передано Фердинанду Габсбургу. 1523 року навернувся до лютеранства. Вдалою була спроба повернутися 1525 року під час Селянської війни у Німеччині. Але зрештою населення Штатгурата змусила Ульріха відступити, який втратив швейцарських найманців, яких було відкликано після поразки французького короля у битві під Павією. Зрештою сховався в Цюриху.
1527 року перебрався до Марбургу під захист ландграфа Філіппа Гессенського, який клопотав про повернення Ульріху Вюртембергу. Натомість останній перейшов до лютеранства. В Гессені Ульріх перебував до 1524 року.

### Друге панування
2 лютого 1534 року Швабський союз розпався. Це стало привидом до руху Ульріха з метою повернення трону. Він оголосив про бажання впровадити в герцогстві лютеранство та діяти зі згодою з ландтагом. Позиції Ульріха посилювалися невдоволенням вюртембергійців здирництвом австрійських військ та чиновників, що господарювали у герцогстві. Того ж року у битві біля Лауффена Ульріха завдав поразки Філіппу Віттельсбаху, герцогу Пфальц-Нойбургу, губернатору Вюртемберга. В результаті Ульріх повернув собі владу.
Він негайно впровадив Реформацію в Вюртемберзі. Було конфісковано церковне майно, що значно збільшило територію герцогства. Невдовзі уклав Кааденський договір з Фердинандом Габсбургом, за яким визнавав зверхність імператора, натомість був визнаний герцогом. Також Ульріх I приєднався до Шмалькальденського союзу. 1536 року Ульріх I впровадив церковну організацію Вюртемберга.
З початком Шмалькальденської війни не зміг протистояти імперській армії, яка захопила Вюртемберг. 1547 року підписав Гельбронську угоду, за яким зобов'язався сплатити імператору Карлу V Габсбургу велику купу грошей, передати низку фортець. Натомість зберіг трон всупереч бажанню Фердинанда Габсбурга повернути собі Вюртемберг. 1548 року Ульріх I вимушений був погодитися з інтеримом. Помер 1550 року в Тюбінгені. Йому спадкував син Христоф.

## Родина
Дружина — Сабіна, донька Альбрехта IV Віттельсбаха, герцога Баварії
Діти:
- Анна (1513—1530)
- Христоф (1515—1568), 4-й герцог Вюртембергу